# يورغن ماير
يورغن ماير (بالألمانية: Jürgen Meyer )‏ (و. 1936 – م) هو سياسي، ومحامي، وأستاذ جامعي، من ألمانيا، ولد في دوسلدورف، هو عضوٌ في الحزب الديمقراطي الاجتماعي الألمانيشارك في الانتخابات الرئاسية الألمانية 1999 ‏.

## مناصب
تولى منصب عضو في البوندستاغ الألماني، وعضو مجلس الشورى الموحد بادن فورتمبيرغ ‏.

## مناصب وهيئات
أدار جامعة فرايبورغ.

## جوائز
حصل على جوائز منها:
- ضابط الصليب من وسام استحقاق جمهورية ألمانيا الاتحادية
- وسام الاستحقاق لبادن-فورتمبيرغ
- ضابط الصليب من وسام استحقاق جمهورية ألمانيا الاتحادية.